# Krasnotorovka (Kaliningrado)
Krasnotorovka (en ruso: Красноторовка), conocida de manera oficial hasta 1946 como Heiligenkreutz (en alemán: Heiligenkreutz, en lituano: Kryžiava) es una localidad rural situada en el oeste del distrito de Zelenogradsk en el óblast de Kaliningrado, Rusia.

## Toponimia
El antiguo nombre alemán, Heiligenkreutz, significa "santa cruz". Según la leyenda, la primera cruz cristiana en Sambia se erigió en Heiligenkreutz en un antiguo lugar sagrado prusio. 

## Geografía
Krasnotorovka se encuentra a 45 kilómetros al noroeste de Kaliningrado y a cinco kilómetros al sur de Primorye. 

## Historia
Heiligenkreutz, que fue fundada en el siglo XIII y mencionada por primera vez en 1260. El asentamiento estaba ubicada en la región histórica de Yotvingia, que se extendía desde el Mar Báltico hasta Romanovo.
La Orden Teutónica se esforzó por derrotar al último de los yotvingios que aún no había sido subyugado, y con la conversión del líder Kantegerd finalmente se logró el objetivo. Para confirmar esto, aquí se construyó una capilla, mencionada el 24 de diciembre de 1353, por órdenes del obispo Jacobo de Sambia.
Gut Heiligenkreutz fue durante mucho tiempo un folwark de Palmnicken (Yantarni). 
El 13 de junio de 1874, Heiligenkreutz se convirtió en la sede oficial y el lugar homónimo de un distrito administrativo recién establecido que existió hasta 1945 y perteneció al distrito de Fischhausen, de 1939 a 1945 al distrito de Sambia en la provincia de Prusia Oriental. En 1895, 116 personas vivían en gutsdorf Heiligenkreutz y 49 en la pfarrhof Heiligenkreutz.
Unos años después del cambio de siglo, el distrito inmobiliario de Heiligenkreutz se incorporó a Palmnicken, y la rectoría de Heiligenkreutz siguió el 23 de octubre de 1911. El 30 de septiembre y el 1 de diciembre de 1928, los dos exclaves de Heiligenkreutz de Palmnicken. El distrito inmobiliario se fusionó con la comunidad rural Wangnicken (ahora en ruso: Jantarowka) incorporada y Wangnicken pasó a llamarse "Heiligenkreutz". Este municipio recién formado tenía un total de 431 habitantes en 1933 y 429 en 1939.
Como resultado de la Segunda Guerra Mundial, Heiligenkreutz fue incorporada a la Unión Soviética en 1945 con el norte de Prusia Oriental. En 1947, el lugar recibió el nombre ruso de Krasnotorovka y también se asignó al raión de Primorsk. Desde 2015, esta comunidad rural pertenece al distrito urbano de Zelenogradsk.

## Demografía
En 1933 la localidad contaba con 431 residentes. En el pasado la mayoría de la población estaba compuesta por alemanes, pero tras el fin de la Segunda Guerra Mundial fueron expulsados a Alemania y se repobló con rusos.
| Gráfica de evolución de Krasnotorovka entre 1895 y 2010 |
|                                                         |

## Economía
Durante el período soviético, funcionó la granja colectiva que lleva el nombre del XXII Congreso del Partido (el nombre anterior era Stalin). En 1992, la granja colectiva se reorganizó en una sociedad anónima, OAO Melnikovo. En Melnikovo hay una gran granja de cerdos para 30 mil cabezas.

## Infraestructura

### Arquitectura y monumentos
La iglesia de Heiligenkreutz era un edificio de ladrillo cuyas partes más antiguas datan del siglo XIV, cuando aquí se construyó la capilla mencionada en un documento de 1353. El lugar de culto sobrevivió a las dos guerras mundiales en el siglo XX, pero no al uso de la posguerra como edificio de un club de ocio, que estuvo expuesto a un deterioro constante. A fines de la década de 1960, la iglesia fue víctima de un incendio, probablemente como resultado de un incendio provocado y las ruinas restantes fueron demolidas. Hoy sólo dan testimonio los restos de la muralla, ocultos bajo los escombros. 

### Transporte
En la ciudad, cruza una carretera lateral que conduce desde Yantarni hasta Kliukvennoye. Hasta 1945, Ihlnicken (ahora Sarayevo) fue la estación de tren más cercana en el ferrocarril Primorsk-Donskoye, una rama del Ferrocarril del Sur de Prusia Oriental. 

## Personajes ilustres
- Jürgen Henkys (1929-2015): teólogo protestante alemán que fue profesor de teología práctica en la Universidad Humboldt de Berlín.